# Манастир Гура Мотрулуј
Манастир Гура Мотрулуј (рум. Mănăstirea Gura Motrului) је румунски православни манастир који се налази у селу Гура Мотрулуј на југозападу Румуније. Смештен је близу ушћа реке Мотру у Жију, на граници жупанија Мехединци и Долж.
Манастирска црква је посвећена Светој Петки. Манастир данас има три монаха, а игуман је протосинђел Јакоб Русу.

## Историја
Верује се да је први манастир подигао Никодим Тисмански крајем 14. века. Обновио га је 1519. године, велики логотет Харват за време војводе Њагоја Басараба. Данашњу цркву је обновио Преда Бранковеану 1653. године у молдавском стилу, а живописана је за време Константина Бранковеануа између 1702. и 1704. године.
Најзначајнији игуман манастира био је архимандрит Еуфросин Потека за време кога је манастир доживео препород и постао културни центар жупаније Мехединци. Основао је и неколико школа у суседним местима.

## Историјски споменик
Манастирски комплекс, који се састоји од цркве посвећене Светој Петки, игуменарије, корпуса келије, кула-капије и звоника и зидина, заштићен је као историјски споменик од националног значаја.

## Галерија
- Кула звоника
- Игуменарија
- Ентеријер цркве
- Крст са куполе цркве
- Ентеријер цркве
- Модел цркве на фресци
- Улаз у манастир
- Ентеријер цркве